# Vera Albrecht
Vera Albrecht (* 1927 in Berlin) ist eine deutsche Übersetzerin.

## Leben
Von 1941 bis 1945 absolvierte sie eine Lehre als Industriekauffrau. Ab 1947 arbeitete sie als Sprachlehrerin und Übersetzerin, von 1953 bis 1982 als Lektorin im Kinderbuchverlag Berlin. 1989 erhielt sie den Übersetzerpreis für Kinderliteratur. Vera Albrecht übersetzte unter anderem Wladimir Tendrjakow, Konstantin Fedin, Sergei Michalkow und Maria Prileshajewa.